# Field-Marshall

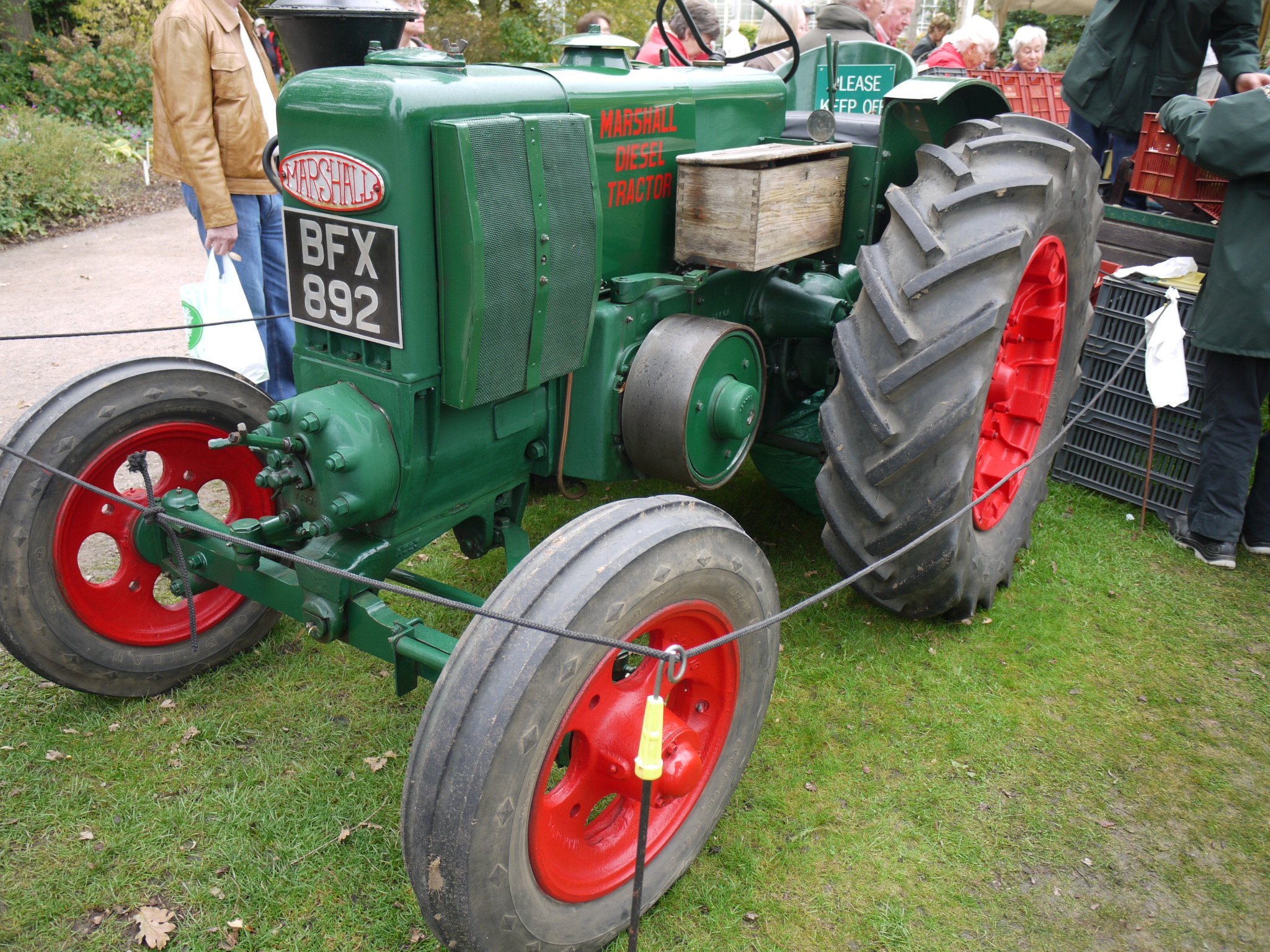
1942 års Marshall Type M-traktor

Marshall, Sons & Co. var en brittisk traktortillverkare i Gainsborough i Lincolnshire i Storbritannien, som åren 1945-1957 tillverkade traktorer av märket Field-Marshall. 

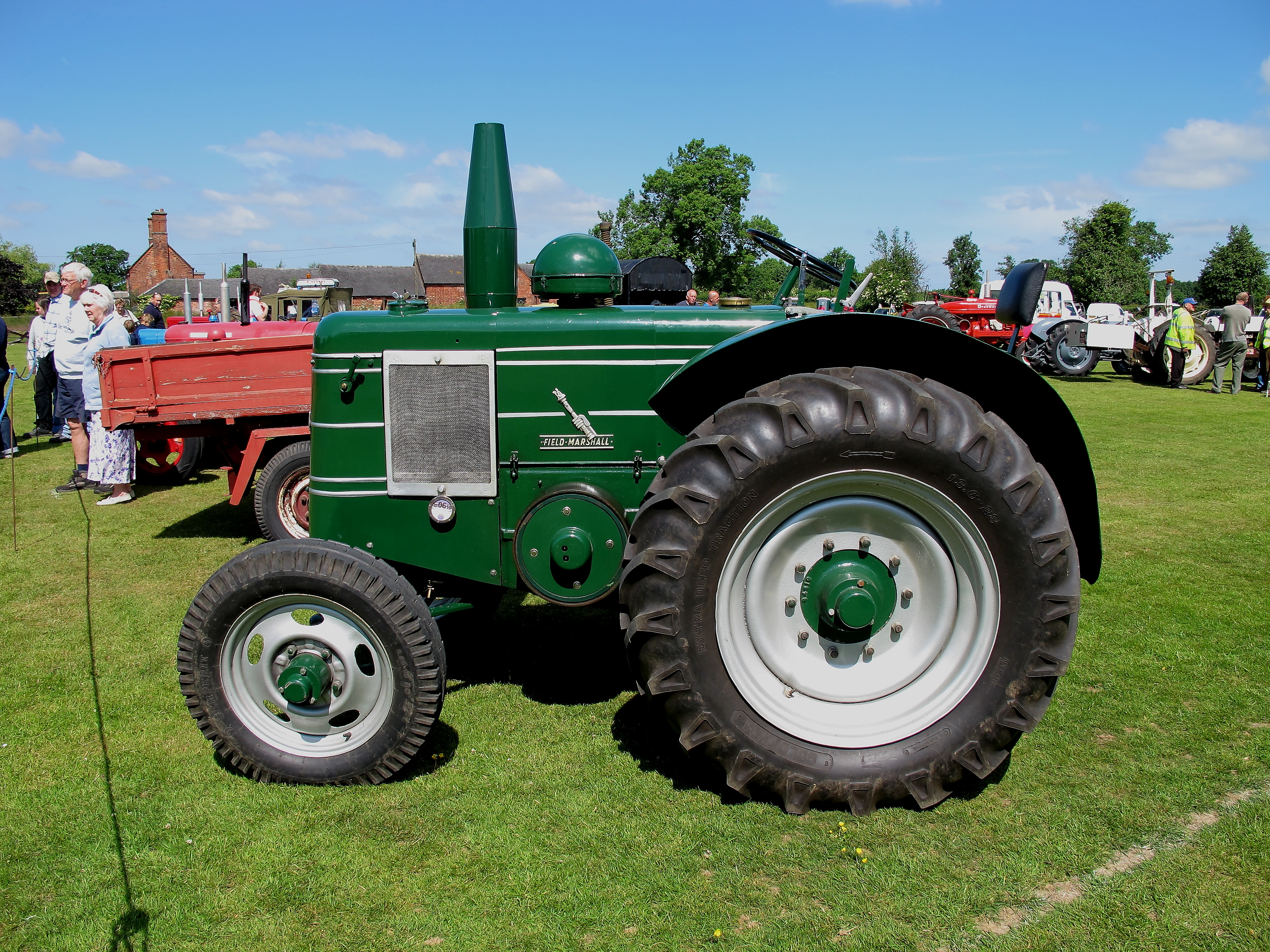
Årsmodell 1950

## Historik
Företaget grundades som The Britannia Works av William Marshall i Gainsborough 1848. Det gjorde sig känt för ångdriven utrustning och skördetröskor. Britannia Works första maskin med förbränningsmotor, traktorn Colonial, började tillverkas 1908. Den hade en bensin- och fotogenmotor.

## Produktion
Den första encylindriga Marshall-traktorn, Marshall 15/30, hade en motor med 8,2-liters cylindervolym, och lanserades 1930. Den hade en cylinderdiameter på 200 mm och en slaglängd på 250 mm. Maximalt varvtal var 550 varv per minut. År 1932 uppgraderades Marshall 15/30 till Marshall 18/30, med ett ökat högsta varvtal och en väsentligt förbättrad transmission. Nästa encylindriga Marshall var Marshall 12/20 år 1935. Denna traktor hade en 4,2-liters motor med en cylinderdiameter på 150 mm och en slaglängd på 230 mm. Den hade många små förändringar, såsom en omkonstruerad injektionspump och cylindertopp.
År 1938 omkonstruerades 12/20-modellen och modellbeteckningarna ändrades, så att den nya modellen kom att heta Marshall Type M. Under andra världskriget var traktorproduktionen drastiskt mindre, eftersom Marshallfabrikens kapacitet användes för krigsproduktion. 
Omedelbart efter kriget introducerade 1945 Marshall en dieselmotordriven traktor, som fabriken hade utvecklat, med namnet Field-Marshall.
Den utmärktes av en encylindrig, sexliters tvåtaktsdieselmotor, som kombinerades med ett mycket stort svänghjul, medan många traktormärken som Fordson hade en flercylindrig motor. Vid denna tid var dock encylindriga motorer på traktorer ganska vanliga i Europa, med Lanz Bulldog som ett annat exempel. (Lanz Bulldog hade dock en tändkulemotor).
Bandgående Field-Marshall tillverkades under märkesnamnet Fowler. De konverterades i Fowlers fabrik factory i Leeds. Senare ökade samarbetet mellan Marshall och Foiwler. Ett antal komplicerade företagsköp ledde till en stor brittisk hjultraktorkoncern under tidigt 1980-tal. I detta företag ingick hela Leyland Motors hjultraktorserie. Företagets olika modeller såldes under varumärket Marshall, men företaget gick senare omkull. Den sist nedlagda delen avsåg Marshalls bandtraktorer.

## Start av motorn

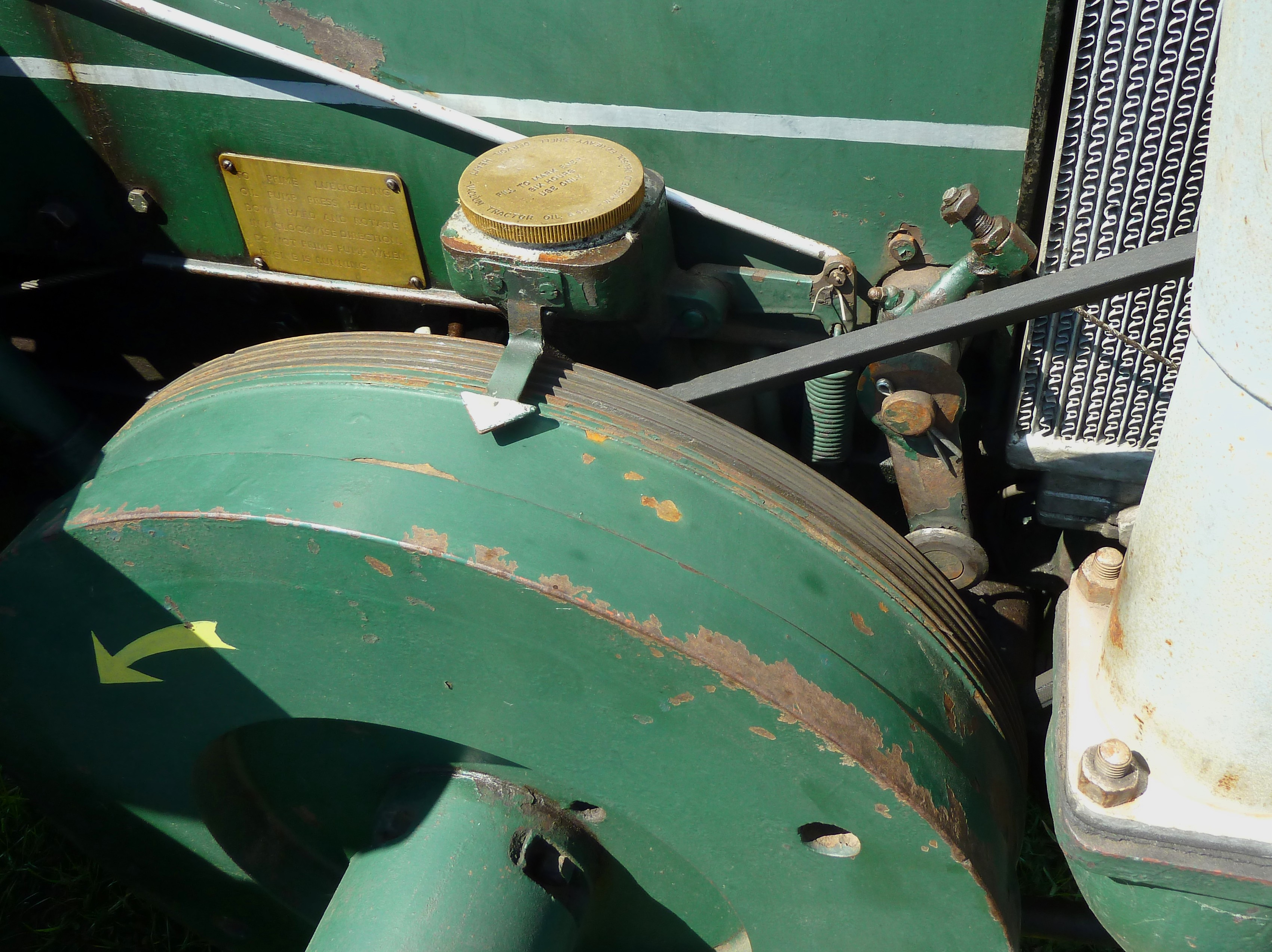
Svänghjul och dekomprimeringsspak

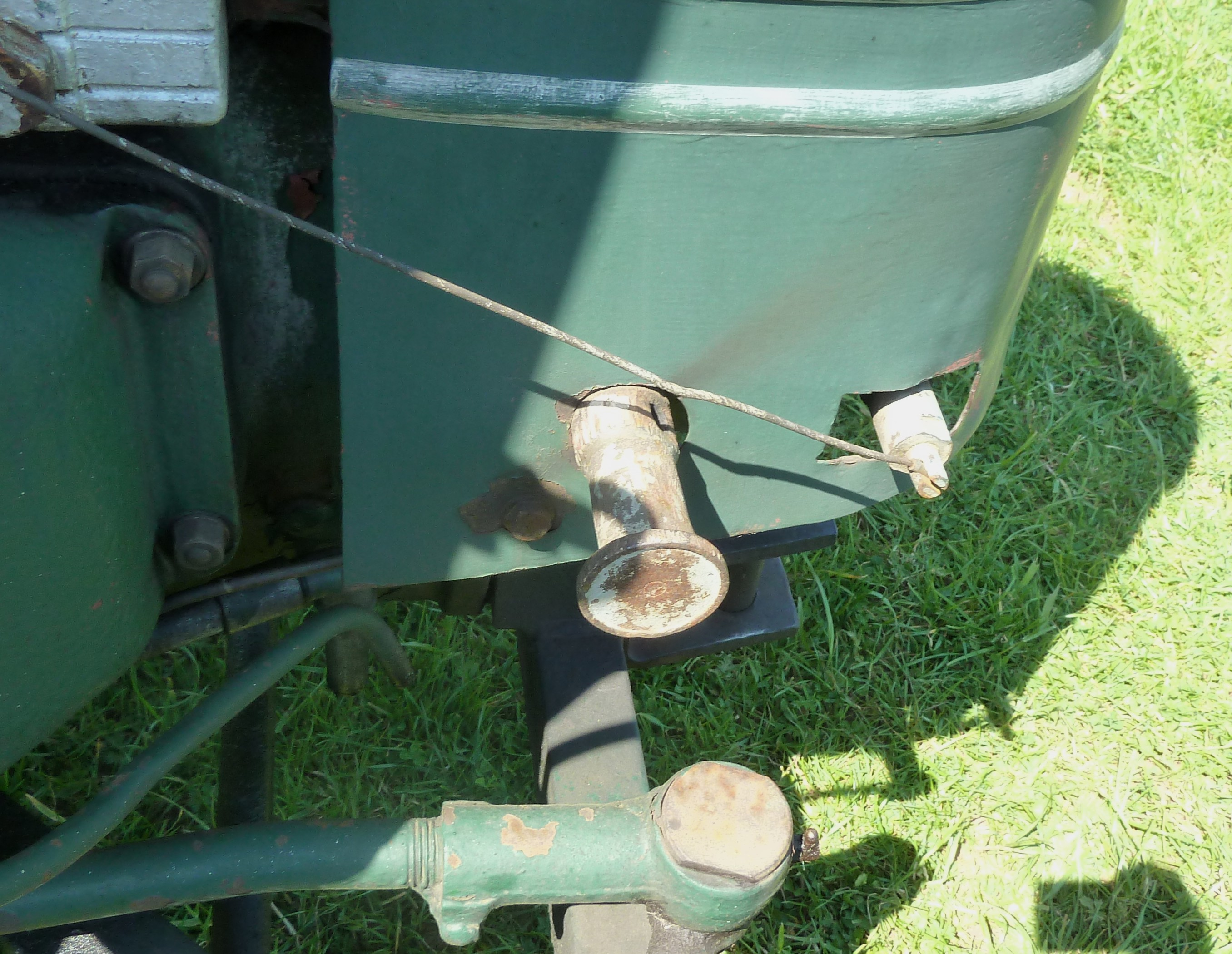
Hål för att plugga in startpatron

För att starta Marshall-traktorns sattes ett pyrpapper av ett speciellt pappersslag - som behandlats med salpeter - in i cylindertoppen i en speciell hållare. Detta pyrpapper fungerade som glödstiftet gör i en dieselmotor. Motorn drogs därefter runt med ett starthandtag på svänghjulet. Med hjälp av en dekomprimeringsventil dekomprimerades motorn, vilket gjorde det enklare att vrida runt svänghjulet och underlättade att få upp hastigheten och uppnå tillräckligt momentum för att motorn skulle komprimera och få motorn att starta. En spiralformad räffla på utsidan av svänghjulet leder ett hjul på dekomprimeringsmekanismen och användes för att bestämma antalet varv innan dekomprimeraren slog ifrån. Detta tog normalt ett-tre varv, men det kunde ta ända upp till sex varv. Beroende på enskilda traktorers tillstånd kunde det behövas ansenlig fysisk ansträngning för att starta en Marshall.
Senare versioner av Field-Marshall hade andra, mer sofistikerade startsystem att välja på. Ett system med startpatron för att starta var anpassat till respektive traktormodell. En patron, som liknar en patron till en hagelbössa passades in i motorns insugningssystem. Pyrpapperet placerades i cylindertoppen, och patronen fyrades av genom att slå på av den utstickande avfyringspinnen med en hammare. Detta placerade laddningen i cylindern, och gjorde att kolven gjorde ett slag och kom igång. Denna metod avsätter dock också kolpulver, vilket ofta åstadkommer igensättning i dekomprimeringsventilen, om patronen används regelbundet. Det leder också till större påfrestning på motorn.
Senare var elektrisk start en option för de sista encylindriga modellerna, 3A-modellerna, som tillverkades 1952-1957.